# 제이앤티씨
제이앤티씨(JNTC)는 대한민국의 특수 커버글라스 기업이다. 본사는 경기도 화성시 정남면 내향안길 240-5에 위치해 있으며 대표이사는 장용성, 김윤택 각자 대표이다. 중국 화웨이 스마트폰에 ‘커버드 글라스’를 공급한다

## 상장
2020년 3월 4일에 신한금융투자과 유진투자증권을 주관사로 공모가 11,000원에 상장하였다.

## 사업
강화유리 사업과 휴대폰용 커넥터 사업을 한다. 제품 생산은 베트남 자회사(JNTC Vina Company Limited)에서 이루어지고 있다.

## 같이 보기
- 와이솔
- 비에이치
- 엠씨넥스
- 자화전자
- 코리아써키트
- 반도체 유리기판

## 참고문헌
1. ↑  김연수, ‘금의환향’ 제이앤티씨, 특수 커버글라스 적용 확대될 것, 인포스톡데일리, 2023년 8월 23일
2. ↑  서종갑, 14억 중국 애국소비 수혜주, 제이앤티씨…1타 PB의 픽, 서울경제, 2023년 11월 16일